# Ilhas Curilas

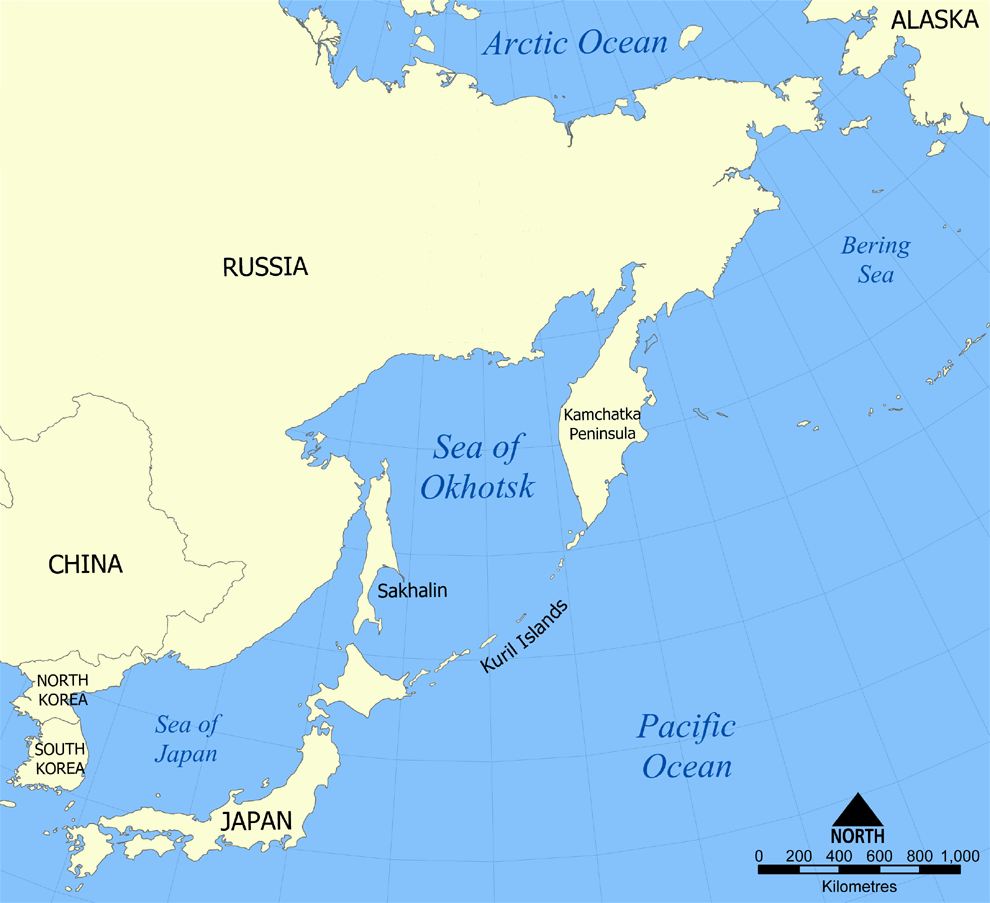
As Ilhas Curilas (marcadas como Kuril Islands na imagem)

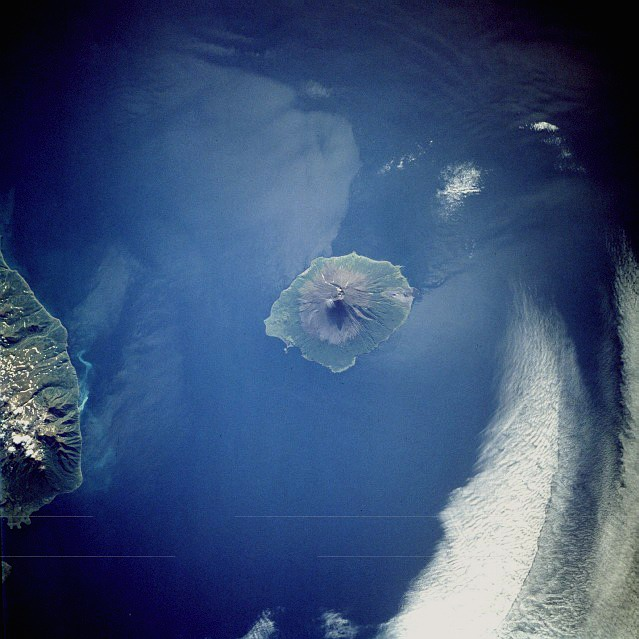
Ilha Atlasov

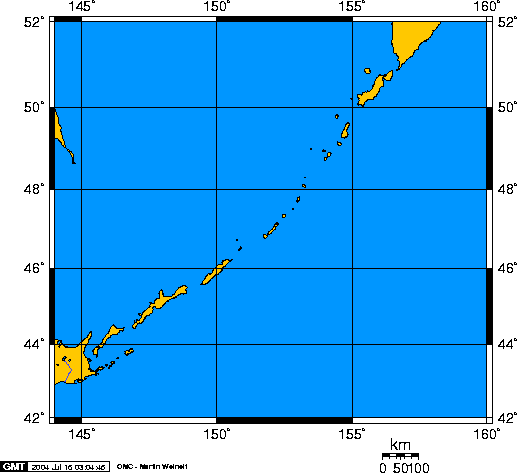
Mapa do arco insular das Ilhas Curilas

Ilhas Curilas ou Curilhas (em russo Kurily ou Kuril'skiye ostrova, Курильские острова, transliteração: Kuril'skiye ostrova: "arquipélago de milhares de ilhas", em russo Kurily (russo: Курильские острова, transliteração: Kuril'skiye ostrova), formam um arquipélago vulcânico de 56 ilhas que se estende entre a península de Camecháteca, no extremo oriental da Rússia, até à ilha japonesa de Hocaido, entre o mar de Ocótsqui, a noroeste, e o oceano Pacífico, a sudeste.
Embora o Japão dispute a soberania das ilhas mais a sul, a que denomina "Territórios do Norte", todo o arquipélago permanece sob administração da Rússia desde o fim da Segunda Guerra Mundial, em 1945, como resultado do Tratado de São Francisco, fazendo parte do Oblast de Sacalina.

## Geografia
As ilhas são uma formação de mais de cem vulcões, dos quais 35 ainda em atividade. Ficam em um corredor de placas tectônicas, provocando intensa atividade sísmica na região. Em 13 de Janeiro de 2007, um terremoto de magnitude 8,3 na escala de Richter gerou um alerta de tsunami.

## Etmologia
O topônimo Curilas (Kuriru, em japonês) tem origem nas populações aborígenes da grande ilha de Hocaido, conhecidos como Ainu.

## População
A população das ilhas é de 19 276 habitantes (censo de 2015) de etnias russa, ucraniana, bielorrussa, tártara, coreana, e populações indígenas, principalmente russa e japonesa. Aproximadamente metade da população vive abaixo da linha da pobreza, de acordo com a administração regional.
Sua maior cidade é Yujno-Kurilsky, na ilha de Kunashir, com 7 105 moradores. Severo-Kurilsky, em Paramushiru (2 501 habitantes), e Kurilsk, na ilha de Iturup (1 646 habitantes), são as outras localidades mais populosas do arquipélago.

## Economia
A principal atividade é a pesca. Esta região possui um valor econômico e estratégico muito grande, devido a riquezas minerais e pesca em abundância.

## As ilhas
De norte para sul, as principais ilhas são:

### Norte
| Idioma russo      | Russo transliterado |
| ----------------- | ------------------- |
| Шумшу             | Shumshu             |
| Остров Атласова   | Ostrov Atlasova     |
| Парамушир         | Paramushir          |
| Остров Анциферова | Ostrov Antsiferova  |

### Centro
| Маканру         | Makanru         | 磨勘留島     | まかんるしま                               | Makanru                     |
| Онекотан        | Onekotan        | 温禰古丹島   | おんねこたんしま                           | Onnekotan                   |
| Харимкотан      | Harimkotan      | 春牟古丹島   | はりむこたんしま                           | Harimukotan                 |
| Экарума         | Ekaruma         | 越渇磨島     | えかるましま                               | Ekaruma                     |
| Чиринкотан      | Tchirinkotan    | 知林古丹島   | ちりんこたんしま                           | Chirinkotan                 |
| Шиашкотан       | Shiashkotan     | 捨子古丹島   | しゃすこたんしま                           | Shasukotan                  |
| Райкоке         | Raikoke         | 雷公計島     | らいこけしま                               | Raikoke                     |
| Матуа           | Matua           | 松輪島       | まつわしま ou まつあしま                   | Matsuwa ou Matsua           |
| Расшуа          | Rasshua         | 羅処和島     | らすつあしま, らしょわしま ou らしゅあしま | Rasutsua, Rashowa ou Rashua |
| Ушишир          | Ushishir        | 宇志知島     | うししるしま                               | Ushishiru ou Ushichi        |
| Кетой           | Ketoy           | 計吐夷島     | けといしま                                 | Ketoi                       |
| Симушир         | Simushir        | 新知島       | しむしるしま                               | Shimushiru ou Shinshiru     |
| Остров Броутона | Ostrov Broutona | 武魯頓島     | ぶろとんしま                               | Buroton                     |
| Чирпой          | Tchirpoy        | 知理保以島   | ちりほいしま                               | Chirihoi                    |
| Брат Чирпоев    | Brat Tchirpoev  | 知理保以南島 | ちりほいみなみしま                         | Chirihoi Minami             |
| Уруп            | Urup            | 得撫島       | うるっぷしま                               | Uruppu                      |

### Sul
| Idioma russo | Russo transliterado |
| ------------ | ------------------- |
| Итуруп       | Iturup              |
| Кунашир      | Kunashir            |
| Шикотан      | Shikotan            |
| Хабомаи      | Khabomai            |

Há ainda um pequeno grupo de ilhotas ao redor de Habomaigun:
| Japonês  | Japonês Kana   | Japonês transliterado |
| -------- | -------------- | --------------------- |
| 海馬島   | かいばとう     | Kaibo                 |
| 多楽島   | たらくとう     | Taraku                |
| 志発島   | しぼつとう     | Shibotsu              |
| 勇留島   | ゆりとう       | Yuri                  |
| 秋勇留島 | あきゆりとう   | Akiyuri               |
| 水晶島   | すいしょうじま | Suishou               |
| 貝殻島   | かいがらじま   | Kaigara               |